# シアトル・マリナーズ
シアトル・マリナーズ（英語: Seattle Mariners、略称: SEA）は、メジャーリーグベースボール（以下、MLB）アメリカンリーグ西地区所属のプロ野球チーム。本拠地はワシントン州シアトルにあるT-モバイル・パーク。

## 概要
MLBで最北端（北緯47度35分）に位置する。チーム名（船員や水兵の意）は、太平洋岸北西部最大の港町であることが由来。
2001年に記録したシーズン116勝は、アメリカンリーグ史上最多勝利記録、またMLB史上最多勝利タイ記録であり、現在もその記録を保持している。一方、MLB30球団で唯一ワールドシリーズ進出を経験した事が無い。かつては任天堂・山内溥が出資しており、イチローをはじめとした日本人選手が11人所属していた経緯から、日本との繋がりが最も強く、日本でも知名度の高い球団である。

## 球団の歴史

### 球団創設以前
1969年に実施されたMLBエクスパンションによって、ワシントン州シアトルにパイロッツ（Pilots）というMLB球団が創設された。しかしパイロッツは活動1年目にして早くも財政的に行き詰まり、後のMLBコミッショナーであるバド・セリグが買収、ウィスコンシン州ミルウォーキーへと移転させミルウォーキー・ブルワーズに改称した。シアトルは、この移転が不当であるとしてMLB機構を告訴。この訴訟は1976年まで続けられたが、MLB機構がシアトルに球団を設置するという条件を提示、告訴は取り下げられた。

### 1977年球団創設・創生期
1977年に実施されたMLBエクスパンションにより球団創設。名称を一般公募した結果15,000以上の応募があり、600以上の名前からマリナーズ（Mariners）が選ばれた。監督にはダレル・ジョンソンが就任。同年4月6日、球団史上初の試合となる開幕戦が、アメリカンリーグ初のドーム球場である完成直後のキングドームで行われた。開幕投手はディエゴ・セギーで、対戦相手はカリフォルニア・エンゼルス。スコアは7対0で敗戦となったが、試合には57,762人の観衆が詰め掛け全席完売。初勝利は開幕シリーズ第3戦、9回裏に2点を奪う7対6の逆転サヨナラ勝ちであった。1年目は64勝98敗という7チーム中6位の成績で終えたが、観客動員数は130万人を超え当時のMLBエクスパンションチームとしては最高を記録。1979年7月17日には58,905人の観衆をキングドームに集めオールスターゲームを初開催した。

### 1980年代
1982年、フロイド・バニスターが球団史上初の奪三振王を獲得するなど躍進し、7月8日には球団創設以来最大の貯金7を記録。最終的に76勝86敗となるが7球団中4位と過去最高となる。 1983年、後に通算250盗塁を記録するハロルド・レイノルズ、 1984年に新人王となったアルビン・デービスや、ルーキーで奪三振王を獲得したマーク・ラングストンなど、ドラフトから育成した初期の有望株達が続々とメジャー昇格を果たした。 1987年にケン・グリフィー・ジュニアを全米ドラフト1位で指名すると、9月にはエドガー・マルティネスがメジャーデビュー。ハロルド・レイノルズは現在も球団シーズン記録である60盗塁を記録し盗塁王、マーク・ラングストンがデビュー4年間で3度目の奪三振王を獲得するなど飛躍した。1989年、選手としてロッテオリオンズにも所属したジム・ラフィーバーが監督に就任すると、マーク・ラングストンらとの交換トレードでランディ・ジョンソンらを獲得。19歳となったケン・グリフィー・ジュニアや21歳となったオマー・ビスケルが開幕ロスター入り。ここにエドガー・マルティネスも加え、後にアメリカ野球殿堂入りを果たす選手達が名を連ねるなど次第にチーム力が向上、観客数も増加していった。

### 1990年代前半

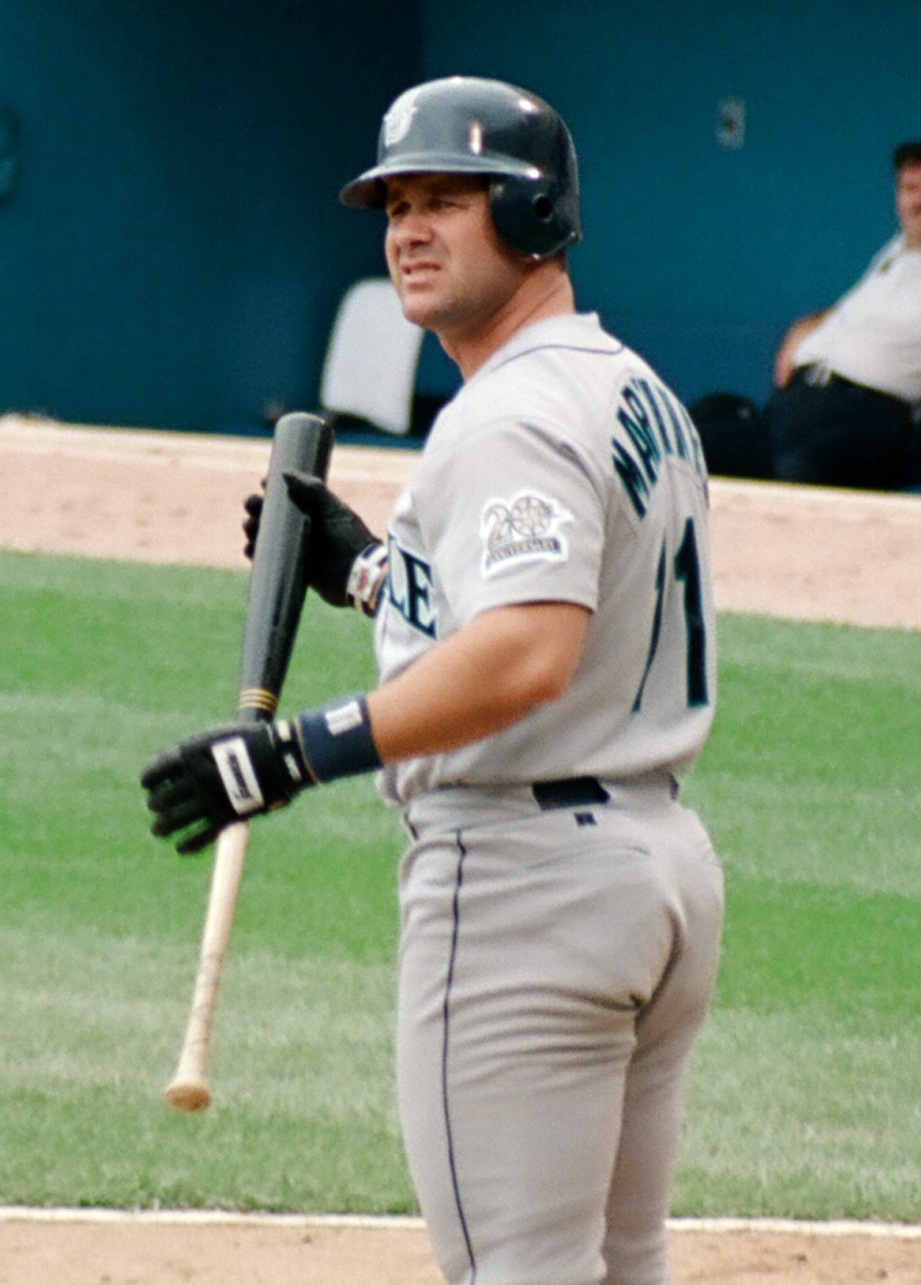
エドガー・マルティネス 1997年

1990年6月2日にランディ・ジョンソンが球団史上初のノーヒットノーランを達成、8月にケン・グリフィー・ジュニアの実父ケン・グリフィー・シニアを獲得しMLB史上初の親子チームメイトが誕生、9月14日には親子初の2者連続本塁打を記録した。彼らの活躍を筆頭に注目を集め年間観客動員が初めて150万人を突破すると、翌1991年には球団創設15シーズン目にして初の年間勝ち越し（83勝79敗）を達成、観客動員も214万7905人と当時のフランチャイズレコードを樹立した。1992年、球団が売りに出され、フロリダ州タンパベイへ移転の可能性が高まる中、地元ワシントン州選出のゴートン上院議員やガードナー州知事らが任天堂に対して球団買収を提案した。これに応じ、任天堂オブアメリカが中心となり、地元投資家らとともに「ベースボールクラブ・オブ・シアトル」を結成し、球団の買収を表明。当初、アメリカ・カナダ以外の国の企業によるチーム所有に反対意見もあったが、7月1日にMLBから正式承認され「シアトル・マリナーズ」存亡の危機を救った。チームではエドガー・マルティネスが球団史上初のア・リーグ首位打者に輝くなど躍進。1993年、ルー・ピネラを新監督として採用すると、7月28日にはケン・グリフィー・ジュニアが現在もMLB史上最長記録である8試合連続本塁打を達成、ランディ・ジョンソンが現在も球団シーズン記録である308奪三振で奪三振王を獲得するなど活躍し、82勝80敗と勝ち越し。またドラフト会議では全米1位でアレックス・ロドリゲスを指名した。 1994年、ホームランダービーで優勝するなど好調を維持し過去最高のペースで40本塁打に到達したケン・グリフィー・ジュニアであったが、8月12日のMLBストライキで突然シーズンが中断、そのまま再開されることもなく球団史上初のア・リーグ本塁打王が確定した。

### 1995年

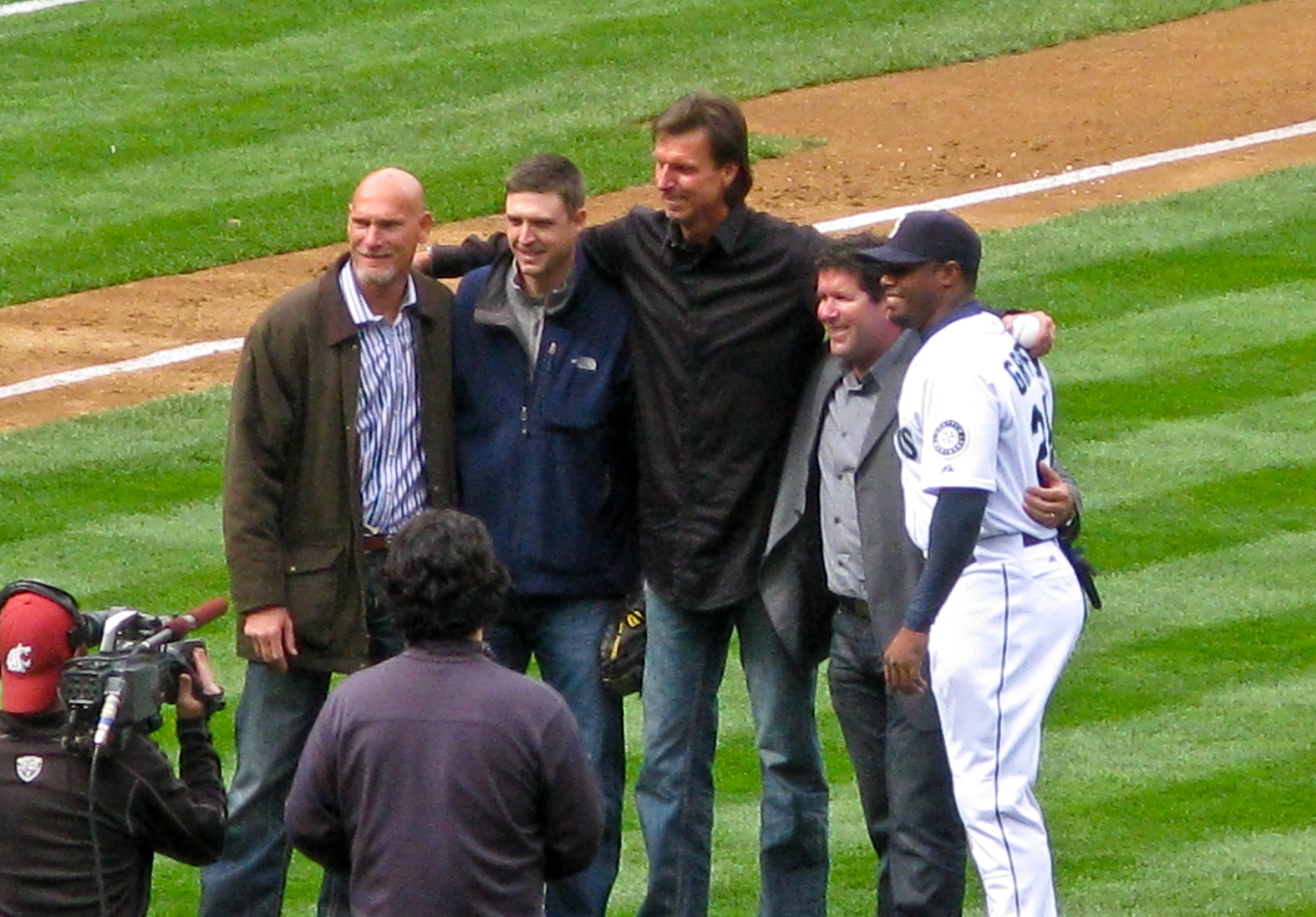
左からジェイ・ビューナー、ダン・ウィルソン、ランディ・ジョンソン、エドガー・マルティネス、ケン・グリフィー・ジュニア 2010年

1995年は、マリナーズ史上最も重要で歴史的な年と語られている。前年7月19日、試合開始前に起こったキングドーム天井崩落事故に揺れるシアトルで、新球場建設資金の債券発行の是非決定を控え厳しい状況が伝わる中、支持を得るにはマリナーズの躍進が極めて重要と位置づけられていた。しかし5月26日にケン・グリフィー・ジュニアが手首を骨折するなど戦力が低下、8月2日には首位カリフォルニア・エンゼルスに「13ゲーム差」をつけられ、優勝も新球場建設も消えかけた時、球史に残る大逆転劇が始まった。最優秀防御率・奪三振王の2冠に加えサイ・ヤング賞を受賞したランディ・ジョンソン、首位打者・得点王に加えOPSでも両リーグ最高を記録したエドガー・マルティネス、チーム最多の40本塁打121打点を記録したジェイ・ビューナーらを中心に8月3日から7勝1敗と反攻を開始。街中に"Refuse to Lose"の看板が立ち並ぶ中グリフィー・ジュニアも戦線復帰すると、9月8日から9月の残り試合を16勝4敗で駆け上がった。エンゼルスと78勝66敗の同率首位で迎えたタイブレークの直接対決を9対1で制し、球団史上初のアメリカンリーグ西地区優勝を決めたのである。ニューヨーク・ヤンキースとのALDSでは2勝2敗となった最終第5戦、延長にもつれ込んだ11回表に1点を勝ち越されるが、その裏エドガー・マルティネスが走者2人を置いて左翼線に「ザ・ダブル」を放ち、逆転サヨナラ勝ちでシリーズ勝利を決めた。クリーブランド・インディアンスとのALCSは2勝4敗と及ばず快進撃に終止符を打ったが、州議会はシリーズ終了後に時を待たず新球場建設の資金提供法案を可決、開閉式屋根付き天然芝球場「セーフコ・フィールド」の建設を決定した。

### 1990年代後半

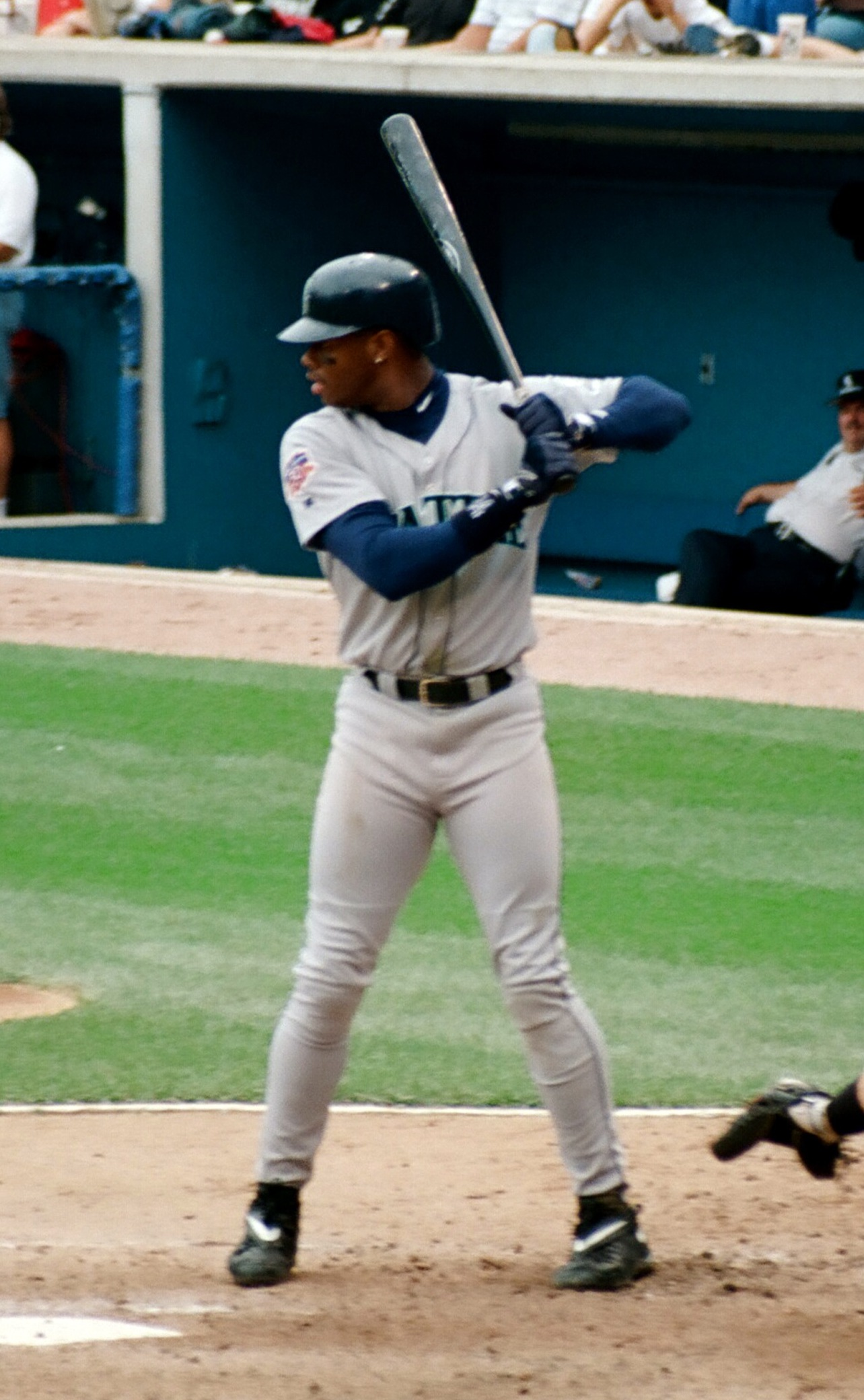
ケン・グリフィー・ジュニア 1997年

1996年、20歳の遊撃手アレックス・ロドリゲスが首位打者・得点王となるブレイクを果たし、9月中旬には10連勝など一時は首位テキサス・レンジャーズを1ゲーム差まで追い詰めるなど85勝76敗の2位でフィニッシュ。観客動員数は270万人を突破、地元テレビ・ラジオの視聴率も過去最高を記録すると、翌1997年には8月前半までアナハイム・エンゼルスと日々首位が入れ替わるデッドヒートを繰り広げ、球団史上初のシーズン20勝を記録したランディ・ジョンソン、ア・リーグMVPに輝いたケン・グリフィー・ジュニアらを中心に90勝72敗に到達、最終的に6ゲーム差をつけ2年ぶりのアメリカンリーグ西地区優勝を決めた。ALDSではボルチモア・オリオールズに1勝3敗を喫したが、ホームの観客動員は球団史上初めて300万人を突破した。1998年はランディ・ジョンソンの移籍、ジェイ・ビューナーの故障などあり3位となるが、アレックス・ロドリゲスがMLB史上3人目の40本塁打・40盗塁クラブ入り、ケン・グリフィー・ジュニアが56本塁打・20盗塁を達成（50-20クラブもMLB史上3人目）するなど華々しい共演で260万人を超える観客を集めた。1999年6月27日テキサス・レンジャーズに5対2で勝利し、マリナーズは22年半に及ぶキングドームでの生活にピリオドを打つと、7月15日に新たなホーム球場となるセーフコ・フィールドが開場。サンディエゴ・パドレスを迎え44,607人の観衆で完売となった初戦、ジェイミー・モイヤーが8回9奪三振1失点と好投したが、継投後に逆転を許し3対2で敗戦。セーフコ・フィールド初勝利はシリーズ3戦目、この年球団新人タイ記録の17勝をあげたフレディ・ガルシアが8回7奪三振1失点、マリナーズは9対1と快勝した。

### 2000年代前半

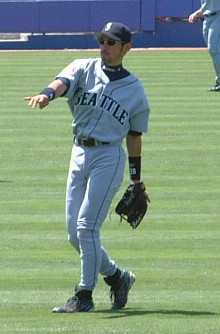
イチロー 2001年

マーケティングスローガンとして"Sodo Mojo"が導入された2000年、家族の近くへと移籍を望んだケン・グリフィー・ジュニアとの交換トレードでマイク・キャメロンらを獲得したのを皮切りに、横浜ベイスターズからア・リーグ新人王に輝く佐々木主浩、またジョン・オルルドらが加入し91勝71敗。マリナーズはワイルドカードの座を射止め3年ぶりとなるプレーオフ進出を決めた。ALDSでは３勝無敗でシカゴ・ホワイトソックスをスウィープ。ALCSではニューヨーク・ヤンキースに2勝4敗となりシーズンを終えた。アレックス・ロドリゲスがFA移籍し、オールスターゲーム開催を迎える2001年、ア・リーグMVP・新人王・首位打者・盗塁王に輝くイチローをオリックス・ブルーウェーブからポスティングシステムで獲得したのに加え、打点王となるブレット・ブーンらとFA契約すると、マリナーズは得点、安打数、打率、打点、盗塁、出塁率でリーグトップとなったのに加え、最優秀防御率を獲得するフレディ・ガルシアを中心にチーム勝利数、防御率、WHIPでリーグトップ、更に守備率でもリーグトップとなるなど飛躍を遂げ、6月8日には15連勝で2位アナハイム・エンゼルスに17ゲーム差となる47勝12敗。9月11日のアメリカ同時多発テロ事件でMLB全試合が一時中断するも勢いは衰えることなく、アメリカンリーグ史上最多勝利、MLB史上最多勝利タイとなるシーズン116勝をあげアメリカンリーグ西地区優勝を決めた。ALDSのクリーブランド・インディアンス戦では3勝2敗と快勝。ALCSのニューヨーク・ヤンキース戦では1勝4敗とシーズンの幕を閉じたが、観客は350万人を突破しMLB最多動員を記録。翌2002年には現在もフランチャイズレコードである354万2938人の観客が詰めかけ、2年連続でMLB最多動員となった。

### ルー・ピネラ監督退任後
ルー・ピネラが監督を退任した後、フェリックス・ヘルナンデスやイチローなどの活躍もあったものの、チーム成績は低迷を続け、2003年から2012年までの10年間に地区最下位が7度、2008年と2011年にはシーズン100敗を喫した。この間、GM以下、監督、コーチが数多く更迭され、主力選手もトレードやFA、引退、あるいは不振による解雇などでチームを去った。
2013シーズンからテレビ局との新契約が始まり、年間約11億5000万ドルの放映権が得られるようになった。
2012年からヒューストン・アストロズが同地区に所属したこともあり、最下位とはならずとも地区優勝には遠いシーズンが続き、長い間プレーオフ進出を逃し続けた。

### サービス監督時代
2018には89勝と健闘したものの、そのオフに大胆な再建に踏み切った。トレードで、ロビンソン・カノ、ジェームズ・パクストン、エドウィン・ディアス、アレックス・コロメ、ジーン・セグラなどの主力を次々と放出した。
2019はシーズン開幕前の1月2日に埼玉西武ライオンズからポスティングでMLB挑戦を表明していた菊池雄星を獲得。開幕2連戦を東京で迎えたが、長きにわたり活躍を続けたイチローが引退。その後チームは再建中にもかかわらず開幕15試合で13勝2敗と予想外の好スタートを切ったが、徐々に失速し、トレード期限までに先発の柱の一人であったマイク・リークや、オフに獲得したジェイ・ブルース、エドウィン・エンカーナシオンら主力をトレードで放出。この年から加入した菊池も苦戦し、最終的に68勝94敗と地区最下位に沈んだ。オフではフェリックス・ヘルナンデスがFAで退団した。12月19日にKBOからMLB復帰を目指したクリス・フレクセンを獲得した。
2020は開幕前にダイヤモンドバックスからFAとなっていた平野佳寿と1月30日に、タイフアン・ウォーカーと2月13日に単年契約を結んだ、ウォーカーは4年ぶりのマリナーズ復帰となった。シーズンでは、カイル・ルイスが新人王を、エバン・ホワイトとJ.P.クロフォードがゴールドグラブ賞を獲得する活躍を見せるも、27勝33敗と負け越し、地区3位という結果で、プレーオフ進出枠が拡大したことにより、終盤までアストロズとプレーオフ進出を争ったが、最終的に2ゲーム差でプレーオフ進出を逃した。オフには12月15日にレンジャーズからラファエル・モンテロを獲得した。
2021はシーズン開幕前の2月18日にヤンキースからFAとなっていたパクストンが単年契約で3年ぶりに復帰し、同日ブルージェイズからFAとなっていたケン・ジャイルズと2年契約で獲得した。シーズンでは4月6日にパクストンが早々シーズン絶望となる怪我で離脱。しかし、新守護神のモンテロの不調などがあったものの、菊池、フレクセンらのブレイクやポール・シーウォルドなどの新加入の投手陣が健闘した他、打線でもタイ・フランスや、2年ぶりに復帰したミッチ・ハニガーが活躍した。5月5日にはヘクター・サンティアゴをマイナー契約で獲得し、5月27日にメジャーに昇格させた。6月27日には同年から導入された粘着物質の抜き打ちテストでサンティアゴが史上初めて引っかかり、退場処分を受けた。その後、10試合の出場停止処分を科されて異議申し立てを行なったが、最終的に処分を受け入れた。それとは別件でドーピング検査にも引っかかり、80試合の出場停止処分も科せられた。前半戦は貯金5で終えた。チームから唯一菊池がオールスターゲーム初選出を果たした。
トレードデッドラインでは7月27日にアストロズとのトレードでケンドール・グレーブマン、ラファエル・モンテロを放出し、ジョー・スミス、エイブラハム・トロを獲得した。また、同日にはパイレーツとのトレードでタイラー・アンダーソンも獲得した。8月26日にレッズからウェイバーでショーン・ドゥーリトルを獲得。8月～9月の快進撃でワイルドカード圏内に留まり続けた。シーズン終盤はヤンキース、レッドソックス、ブルージェイズと四つ巴のワイルドカード争いを展開し、最終試合まで可能性を残していたが、その最終試合に敗れ、20年連続でポストシーズン進出を逃した。このシーズンは得失点差-51ながらも2003年以来の90勝、2016年以来の地区2位で終えた。
オフの11月3日にチームからアンダーソン、ドゥーリトル、サンティアゴ、スミスがFAとなった。11月17日にイチローがマリナーズの球団殿堂入りを果たした。日本人では初となる球団殿堂入りである。オフにはFAで菊池雄星、タイラー・アンダーソン、ショーン・ドューリトル、ジェームズ・パクストン、ジョー・スミス、ヘクター・サンティアゴ、カイル・シーガーが退団したが、　11月30日にブルージェイズからFAとなっていたロビー・レイ、　3月24日にアスレチックスからFAとなっていたセルジオ・ロモを、トレードで11月27日にパドレスからアダム・フレイジャーを、3月14日にレッズからジェシー・ウィンカー、エウヘ二オ・スアレスを獲得した。
2022年はルーキーのフリオ・ロドリゲス、ジョージ・カービー、マット・ブラッシュや、カル・ローリー、ローガン・ギルバート、アンドレス・ムニョスら若手が台頭。6月19日にロイヤルズからカルロス・サンタナを獲得すると、7月には14連勝を記録するなど調子を上げる。7月29日にレッズからルイス・カスティーヨを獲得。そして8月26日にはフリオ・ロドリゲスと最大17年にも及ぶ契約延長を行い、さらに9月24日にはカスティーヨとも契約延長に合意している。チームは9月30日のアスレチックス戦に2-1で勝利したことで、21年ぶりのプレーオフ進出を決めた。最終的に90勝72敗の地区2位でワイルドカード2枠目となる。ワイルドカードシリーズでは1枠目のブルージェイズと対戦し、敵地トロントで2連勝してALDSに進出。しかしアストロズとの対戦となったALDSでは3連敗を喫し、シアトルにプレーオフでの勝利をもたらすことはできなかった。オフの11月14日、フリオ・ロドリゲスがマリナーズ史上5人目のア・リーグ新人王を受賞した。またチームの補強として、エリック・スワンソンを放出しテオスカー・ヘルナンデスを獲得したブルージェイズとのトレード、カイル・ルイスを放出しクーパー・ハメルを獲得したDバックスとのトレード、ジェシー・ウィンカーとエイブラハム・トロを放出しコルテン・ウォンを獲得したブルワーズとのトレードなどを行った。

## 海外遠征

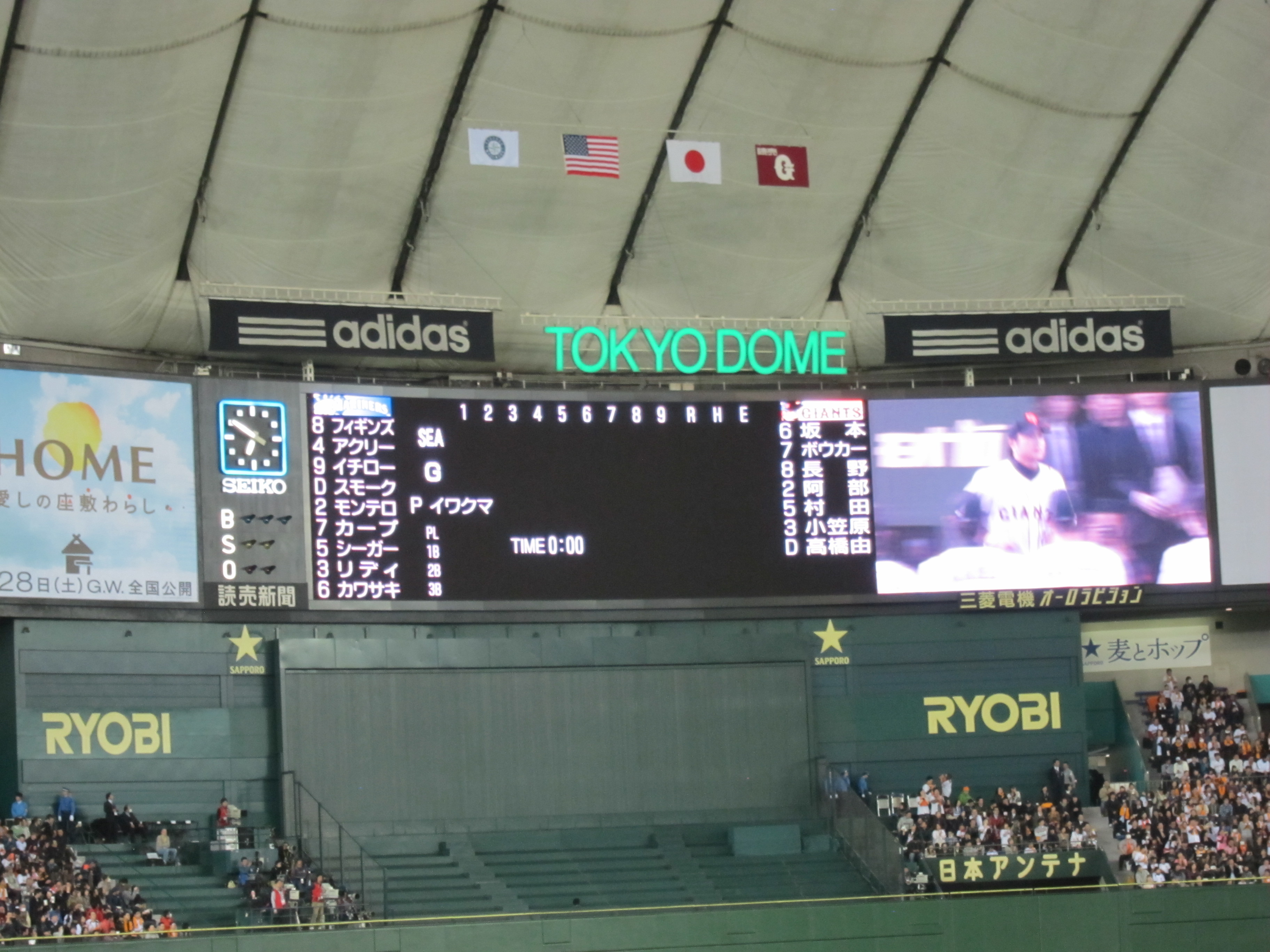
読売ジャイアンツとの親善試合
(2012年3月26日)

2012年3月に日本の東京都にある東京ドームでオークランド・アスレチックスとの開幕戦を行った。また、開幕に先だって読売ジャイアンツと阪神タイガースとの親善試合も行った。
2019年の3月にも同じく東京ドームでアスレチックスとの開幕戦を行った。また、開幕に先だって北海道日本ハムファイターズとの親善試合も行った。

## 運営
1992年から2004年8月までは、任天堂相談役の山内溥が共同オーナーの一人として名前を連ねていた。その後は、任天堂の米国法人であるNintendo of America（以下「NOA」と表記）が山内の出資持ち分全てを買い取り、筆頭オーナーとなった。その関係で球団会長兼CEOをNOA元会長のハワード・リンカーンが務めていたが、2016年4月、NOAはリンカーンの勇退申し出により、NOAが保有する出資持ち分の一部を譲渡する交渉を開始したことを明らかにした。2016年8月にオーナー会議で承認され、持ち分を10%を残して他の共同オーナーへ売却した。これに伴いリンカーンは球団会長兼CEOから退いたが、取締役としては残留した。後任の筆頭オーナーはマイクロソフト取締役などを務めている地元シアトルの実業家ジョン・スタントンが就いた。この売却により任天堂は筆頭株主ではなくなったが、引き続き持ち分保有は続けることになった。これは共同オーナーたちがNOAに対して、引き続き持ち分の保有を要請したことによる。
なおセーフコ・フィールドの一室にはオーナーとして山内の写真が掲げてあったが、本人は現地に赴いたことがなかったという。因みに上記の売却方針は山内の生前の2012年7月の時点ですでに決められていたという。当時のNOA会長で売却の決定を行った君島達己社長（肩書当時）によれば、この時点で既に高齢となっていたリンカーンの勇退を見据えた話し合いが行われたが、任天堂（及びNOA）から適当な後任を出せないとなったことから、山内がオーナーとなったそもそもの経緯でもある「マリナーズをシアトルから移転させてはならない」という絶対条件が確約される状況が確認されれば、共同オーナーたちに売却する方針が決められたとのこと。

## 日本との関わり
前述の任天堂との関わりに見られるように、MLB各チームの中では特に日本と接点があるチームである。開幕シリーズなどを日本で開催した実績もあり、1998年以降、2021年シーズン終了まで日本人選手が在籍し続けていた。

## 習慣

### ラリー・フライ

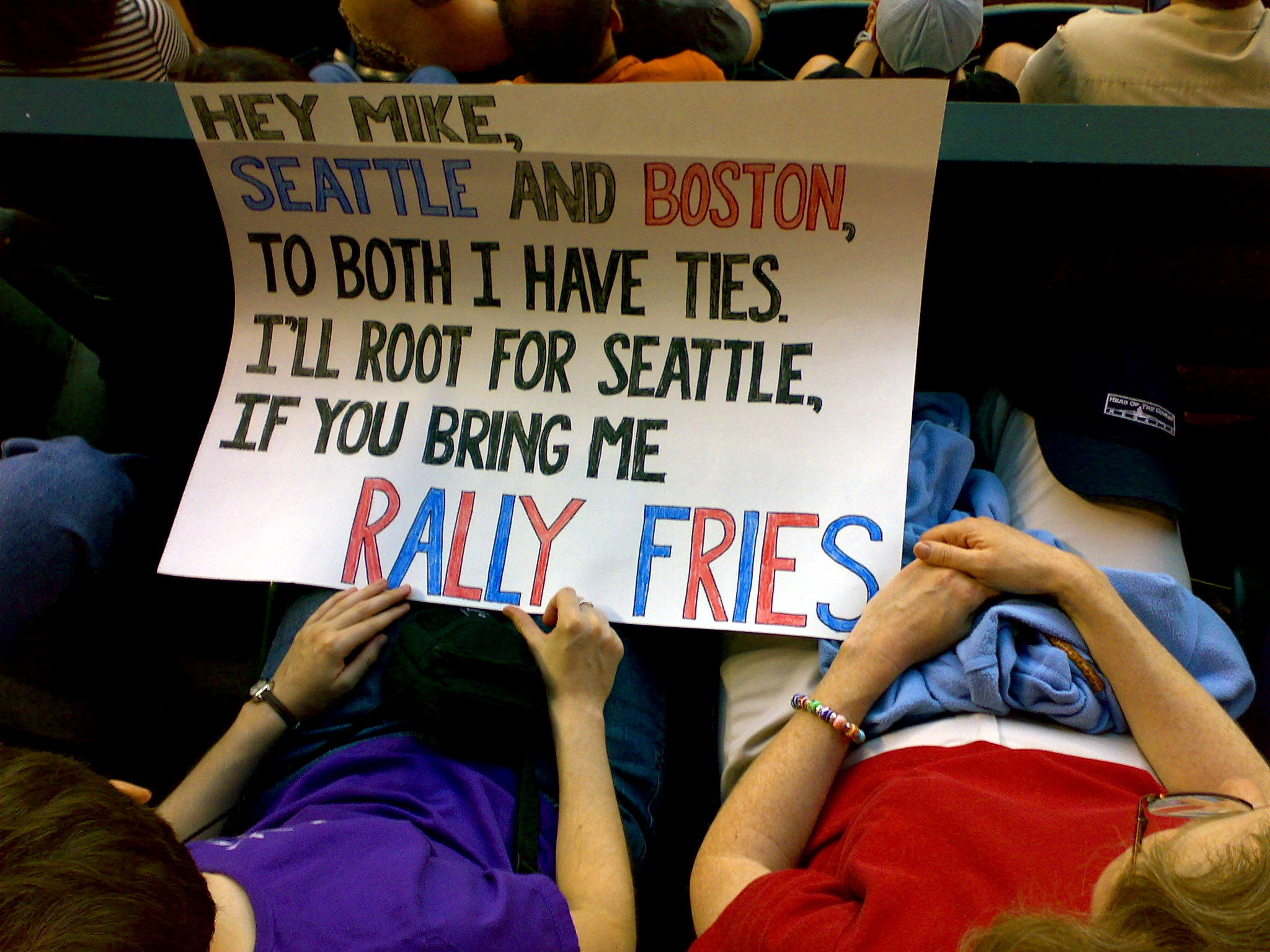
ラリーフライを求めるメッセージボードを持つ、
ボストン・レッドソックスのファン

ラリー・フライ（RALLY FRIES）は、マリナーズのブロードキャスターであるマイク・ブロワーズによって、2007年から開始された習慣である。ラリー・フライが始まったきっかけは、対シンシナティ・レッズの試合中、あるファンがファウルボールを捕ろうとしてフライドポテトの入ったトレイをこぼしたことであった。放送の実況中にこれを見ていたブロワーズの相方デーブ・シムズは、新たなフライドポテトをファンに奢るようブロワーズに持ちかけた。ブロワーズはこれに同意して、新たなフライドポテトをファンに届けるために彼の代理を行かせた。
これが仇となったのか、次の試合からファンはメッセージの入ったボードを作り、ブロワーズに無料のフライポテトを求め始めたのである。また偶然にも、フライドポテトが届けられるたびに、マリナーズが得点したり、同点に追いついたりした。こうして、ラリー・フライは誕生した。このラリー・フライは、敵地ですらボードが作られるほど人気があったものの、2009年の8月1日にブロワーズが「敵地では、ラリー・フライの対象を選ばないことにするよ。」と宣言して敵地での配布は取りやめになった。
ラリーフライを求めるファンやグループは大抵の場合、凝ったコスチュームを着ていたり、おかしなメッセージの書かれたボードを振っていたりするが、これは配布の対象がブロワーズの裁量で決定されるためである。また、配布の対象は通常の場合5〜6回ごろに選ばれるが、潜在的な候補は事前に大抵の回で示される。配布されるフライドポテトは、アイヴァーズ（Ivar's）（T-モバイル・パーク内にあるシーフード・レストラン）から提供され、量は配布の対象となる人数によって異なる。

## 選手名鑑

### アメリカ野球殿堂表彰者
- エイドリアン・ベルトレ (Adrián Beltré)
- リッチ・ゴセージ（Rich "Goose" Gossage）
- ケン・グリフィー・ジュニア（Ken Griffey Jr.）
- リッキー・ヘンダーソン（Rickey Henderson）
- ランディ・ジョンソン (Randy Johnson)
- エドガー・マルティネス（Edgar Martínez）
- ゲイロード・ペリー（Gaylord Perry）
- イチロー (Ichiro Suzuki)
- ディック・ウィリアムズ（Dick Williams）－ 監督

### 永久欠番
| 番号 | 選手                                          | ポジション               | 備考                 |
| ---- | --------------------------------------------- | ------------------------ | -------------------- |
| 11   | エドガー・マルティネス（Edgar Martínez）      | 指名打者、三塁手、コーチ | 2017年指定           |
| 24   | ケン・グリフィー・ジュニア（Ken Griffey Jr.） | 外野手                   | 2016年指定           |
| 42   | ジャッキー・ロビンソン（Jackie Robinson）     | 二塁手                   | 全球団共通の永久欠番 |
| 51   | イチロー（Ichiro Suzuki）                     | 外野手                   | 2025年指定           |
| 51   | ランディ・ジョンソン（Randy Johnson）         | 投手                     | 2025年指定           |

マリナーズには永久欠番の制定に関する基準が存在する。下記のいずれかの条件に該当する人物が対象となる。
1. マリナーズの生え抜きでキャリアを終える
2. マリナーズでキャリアをスタートして5年以上在籍し、復帰してキャリアを終えたうえでアメリカ野球殿堂入りする

2016年1月にケン・グリフィー・ジュニアがアメリカ野球殿堂入りし、初めてマリナーズ独自の欠番に指定された。エドガー・マルティネスは殿堂入りを待たずに「生え抜き」の条件が適用されて2017年に永久欠番になった。
意図的に使用されていない番号
- 19 - ジェイ・ビューナー

### 歴代所属日本人選手
- 96・41 マック鈴木 （1996年、1998年 - 1999年）
- 22 佐々木主浩 （2000年 - 2003年）
- 51 イチロー （2001年 - 2012年、2018年 - 2019年）
- 17 長谷川滋利 （2002年 - 2005年）
- 35 木田優夫 （2004年 - 2005年）
- 2 城島健司 （2006年 - 2009年）
- 18 岩隈久志 （2012年 - 2017年）
- 61 川﨑宗則 （2012年）
- 8 青木宣親 （2016年）
- 18 菊池雄星 （2019年 - 2021年）
- 6 平野佳寿 （2020年）

## マリナーズ野球殿堂
1997年に設立され、11人が殿堂入りを果たしている。

### 殿堂入り表彰者
- アルビン・デービス（1997年）
- デイブ・ニーハウス（2000年）
- ジェイ・ビューナー（2004年）
- エドガー・マルティネス（2007年）
- ランディ・ジョンソン（2012年）

- ダン・ウィルソン（2012年）
- ケン・グリフィー・ジュニア（2013年）
- ルー・ピネラ（2014年）
- ジェイミー・モイヤー（2015年）
- イチロー（2021年）
- フェリックス・ヘルナンデス（2023年）

## 傘下マイナーチーム
| クラス   | チーム                                                                     | 参加リーグ                                            | 提携   | 本拠地                                                                          |
| -------- | -------------------------------------------------------------------------- | ----------------------------------------------------- | ------ | ------------------------------------------------------------------------------- |
| AAA      | タコマ・レイニアーズ Tacoma Rainiers                                       | パシフィックコーストリーグ Pacific Coast League       | 1995年 | ワシントン州タコマ チェニー・スタジアム                                         |
| AA       | アーカンソー・トラベラーズ Arkansas Travelers                              | テキサスリーグ Texas League                           | 2017年 | アーカンソー州リトルロック ディッキー・ステファンス・パーク                     |
| High-A   | エバレット・アクアソックス Everett Aqua Sox                                | ノースウェストリーグ Northwest League                 | 1995年 | ワシントン州エバレット エバレット・メモリアル・スタジアム                       |
| Single-A | モデスト・ナッツ Modesto Nuts                                              | カリフォルニアリーグ California League                | 2017年 | カリフォルニア州モデスト ジョン・サーマン・フィールド                           |
| Rookie   | アリゾナ・コンプレックスリーグ・マリナーズ Arizona Complex League Mariners | アリゾナ・コンプレックスリーグ Arizona Complex League | 1989年 | アリゾナ州ピオリア ピオリア・スポーツ・コンプレックス                           |
| Rookie   | ドミニカン・サマーリーグ・マリナーズ Dominican Summer League Mariners      | ドミニカン・サマーリーグ Dominican Summer League      | 1989年 | ドミニカ共和国サントドミンゴノルテ コンプレホ・エピー・ゲレーロ・デ・ビラ・メラ |